# 酞酮酸
酞酮酸（也称为邻羧基苯乙酮酸）是一种有机化合物，分子式C9H6O5，带有苯甲酰甲酸的酮酸结构。